# Livingstone (Distrikt)
Livingstone ist einer von 15 Distrikten in der Südprovinz in Sambia. Er hat eine Fläche von 690 km² und es leben 177.393 Menschen dort (2022). Verwaltungssitz ist der Ort  Livingstone. Die Victoriafälle führten schon früh europäische Reisende in den Distrikt.

## Geografie
Livingstone befindet sich etwa 340 Kilometer südwestlich von Lusaka. Der Distrikt erhebt sich im Nord bis auf über 1100 m  und fällt nach Süd, hin zum Sambesi, bis auf unter 900 m ab.
Der Distrikt ist im Norden vom Distrikt Kazungula umschlossen. Nach Süden, auf der anderen Seite des Grenzflusses Sambesi, grenzt er an die Provinz Matabeleland North in Simbabwe.

## Entwicklung
Seit Jahrhunderten wird die Wasserfallregion vom Volk der Leya bewohnt. Heute steht sie unter zwei traditionellen Herrschern; Häuptling Mukuni im Osten und Häuptling Sekute im Westen.
Administrativ wurde Livingstone 1905 von der British South Africa Company gegründet. Der Distrikt war Sitz der Landeshauptstadt, bis er 1935 aufgrund der zentralen geologischen Lage nach Lusaka verlegt wurde. Danach war die Stadt Livingstone noch bis 2013 Hauptstadt der Südprovinz, bis schließlich auch dies an Choma abgegeben wurde.
Der Distrikt beherbergt die ältesten jüdischen Siedlungen im südlichen Afrika nach Äthiopien (Beta Israel). Europäische Juden kamen erstmals Ende des 19. Jahrhunderts nach damals Nordrhodesien. Die ersten Ankömmlinge waren Pioniere auf der Suche nach besseren wirtschaftlichen Möglichkeiten. Später kamen auch Flüchtlinge wegen des Nationalsozialismus in Europa dazu. Sie ließen sich zunächst in Old Drift nieder, einem Ort, etwa 10 Kilometer flussaufwärts der Victoriafälle im Mosi-Oa-Tunya-Nationalpark. In den 1930er Jahren kamen zunehmend Geschäftsleute asiatischer Herkunft hinzu, die heute kleine Handelsgeschäfte im Stadtzentrum betreiben.
Nach dem Ende des Zweiten Weltkriegs im Jahr 1945 erlebte Livingstone eine stabile Entwicklung mit modernen Gebäuden, guten Straßen, mehr Beschäftigungsmöglichkeiten, neuen Wohnungen, landwirtschaftlicher Entwicklung, einem Flughafen und Bevölkerungswachstum. Das größte Unternehmen in der Anfangszeit war Zambezi Sawmills, das von der Nachfrage nach hölzernen Eisenbahnschwellen profitierte. Es gab auch die Livingstone Motor Assembly Plant, die Fiat- und Peugeot-Fahrzeuge produzierte.

## Wirtschaft
Der wichtigste Wirtschaftszweig in dem Distrikt ist der Tourismus. Livingstone ist heute das größte Touristenziel Sambias. Neben den Victoriafällen bietet der Distrikt unter anderem Wildbeobachtungen, Elefantensafaris, Helikopterflüge über die Victoriafälle und Wildwasser-Rafting, Bungee-Jumping und andere Extremsportarten. Es gibt kulturelle Darbietungen im Maramba Cultural Village wie zum Beispiel sambische Tänze. 2014 wurde eine Kunstgalerie eröffnet, die Ausstellungen sambischer Kunstwerke aus den Bereichen Malerei, Fotografie und Skulpturen bietet.

## Infrastruktur
Auch die Infrastruktur ist stark auf den Tourismus ausgelegt. Mit der Liberalisierung der Wirtschaft und der anschließenden Privatisierung halbstaatlicher Unternehmen in den frühen 1990er Jahren, erfuhr Livingstone eine Ausweitung der Beherbergungsdienstleistungen durch Fünf-Sterne-Hotels und erstklassige Luxus-Lodges, rustikale Buschcamps, Gästehäuser und Campingplätze.
Es wurde ein neues Terminal am Harry Mwaanga Nkumbula International Airport und einen zweistöckiger moderner Markt gebaut. Zudem befindet sich der Bau einer Überlandbus-Endstation im Gange (2015).
Der Distrikt ist per Bahn, Flugzeug oder der Fernstraße T1 erreichbar und bietet eine gute Anbindung an die Nachbarländer. Es gibt mehrere grenzüberschreitende Routen. Die Lage bietet die Möglichkeit Sambia mit Namibia, Botswana und Simbabwe über das Vierländereck zu verbinden. Auch die Anbindung an die Hauptstadt ist durch die Bahn, über eine Überland-Buslinie und Straßen sehr gut.